# Neuhof (Baixa Saxônia)
Neuhof é um município da Alemanha localizado no distrito de Hildesheim, estado da Baixa Saxônia.
Pertence ao Samtgemeinde de Lamspringe.